# Ракушка-Романовский, Роман Онисимович
Роман Онисимович Ракушка-Романовский (Ракущенко; 28 марта 1623, Нежин — 1703, Стародуб) — государственный и церковный деятель Войска Запорожского Городового и Речи Посполитой XVII века. Вероятный автор Летописи самовидца. Генеральный Подскарбий в правительстве гетьмана Иоанна Брюховецкого, также нежинский сотник, полковник. Один из идеологов административной реформы Гетманщины, а также переустройства ее финансов и промышленности.

## Биография
Происходил из казацкого рода. Отец Романа Онисий (Онисько) Романовский — нежинский реестровый казак, с 1630 года — старшина. Уроженец Нежина, Роман Ракушка-Романовский был записан в «Реестр войска Запорожского», в Нежинский полк казаком первой сотни.
В годы национально-освободительной войны Богдана Хмельницкого входил в состав казацкой старшины.
В 1654—1655 годы — ревизор скарба войскового и дозорца скарба войскового в полку Нежинском, позже в 1658—1663 годах — нежинский сотник и полковой судья (1659), наказной нежинский полковник.
Неоднократно выполнял дипломатические миссии наказного гетмана Войска Запорожского на Левобережной Украине Якима Сомко и нежинского полковника Василия Золотаренко.
Активный участник Русско-польской войны 1654—1667 годов и Русско-украинской войны на стороне Войска Запорожского Городового.
При гетмане Иване Брюховецком в 1663—1668 годах — генеральный подскарбий (казначей), один из организаторов системы финансов и государственного хозяйства Гетманщины. Участвует в разделении Нежинского полка на три отдельные: Нежинский, Стародубский и Сосницкий. Над этими полками, а также над Киевским, Прилуцким, Дубненским и Полтавским гетман Брюховецкий поручил ему командование. В 1667 года после убийства Брюховецкого обрывается политическая и государственная карьера Ракушки-Романовского.
Новый гетман Демьян Многогрешный отобрал нежинские поместья у Романовского, а сам он был вынужден бежать на Правобережную Украину, где принимает священнический сан.
В 1670 году Ракушка-Романовский получает возможность отомстить Многогрешному. Как посланник гетмана Петра Дорошенко и митрополита Иосифа Нелюбовича-Тукальского он посетил Цареградского патриарха Мефодия, от которого при случае добился наложения проклятия на своего врага Многогрешного. Позже левобережному гетману пришлось хлопотать перед Патриархом о снятии анафемы и получения благословенной грамоты.
После казни Демьяна Многогрешного и Руины Роман Ракушка-Романовский вернулся в Левобережную Украину, в 1676 году поселился в Стародубе, получил там приход и до конца жизни служил священником местной церкви святителя Николая.
Считается одним из наиболее вероятных авторов «Летописи самовидца».